# Dalfoss
Der Dalfoss ist ein Wasserfall im Nordwesten von Island.
Der Fluss Vatnsdalsá, der an dieser Stelle ungefähr 15 Meter breit ist, stürzt hier etwa 10 Meter tief. Stromauf- und abwärts gibt es weitere Wasserfälle. Der Dalfoss ist von der Ringstraße über den Vatnsdalsvegur (Straße 722) zu erreichen, der jedoch nur bis auf ca. 7 km an ihn heranführt.